# Lonicera splendida
Espèce
Classification phylogénétique
Lonicera splendida est une espèce de chèvrefeuille arbustes de la famille des caprifoliacées présent en Espagne.

## Description
C'est un arbuste généralement de 2 à 3 mètres de haut. Ses feuilles sont ovales et ses fleurs roses.

## Habitat
Lonicera splendida  est présent en Espagne, au-dessus de 1000 mètres.

## Source
- flora Vascular de Andalucia Occidental